# Лайла (Marvel Comics)
Лайла (англ. Lylla) — вигадана персонажка, антропоморфна видра з коміксів американського видавництва Marvel Comics. 
Лайла фігурує у фільмі Кіновсесвіту Marvel «Вартові галактики 3» (2023), озвучена Ліндою Карделліні.

## Історія публікації
Лайла здійснила свою дебютну появу у коміксі Incredible Hulk #271 (лютий 1982), який був написаний Біллом Мантло.

## Вигадана біографія
Лайла, антропоморфна видра, є генеральною директоркою найбільшої компанії з виробництва іграшок у всесвіті, Mayhem Mekaniks на планеті Напівсвіт. Вона також є подругою та коханою Єнота Ракети. Вона успадковує компанію після того, як її батьків вбиває Джадсон Джейкс, який хоче отримати контроль над нею. Єдиний спосіб для Лайли отримати повний контроль — це одружитися. Невдовзі Лайла опиняється під загрозою не лише з боку Джейкса, але й лорда Дайвіна, які обидва хочуть контролювати її іграшкову компанію. На щастя, на допомогу їй приходить Ракета, який з допомогою своїх друзів, Вол-Руса та дядька Пайка, перемагає обидві сторони. Лайла подорожує з Ракетою, щоб почати нове життя разом. Пізніше з'ясовується, що ці події були фальшивими. Лайла, як і решта напівлюдей, насправді є службовими тваринами, які доглядають за психічно хворими на їхній планеті. Вона також, очевидно, була одружена з Блекджеком О'Гейром. З того часу її ніхто не бачив, а її шлюб з Блекджеком, схоже, перезавантажений, оскільки він знову з'являється як смертоносний найманець і ворог Ракети.

## Поза коміксами

### Кіновсесвіт Marvel
- Лайла, також відома як 89К'ю12, з'являється у фільмі «Вартові Галактики 3», озвучена Ліндою Карделліні.[6] Ця версія була створена Вищим Еволюціонером та мала роботизовані руки. Вона подружилася з іншими піддослідними — Ракетою, Зубиком і Підлогою — і разом з ними здійснила спробу втечі, але всі, окрім Ракети, загинули. На межі життя і смерті Ракета ненадовго возз'єднується з Лайлою, яка каже йому, що його час іти з життя ще не настав.

### Відеоігри
- Лайла з'являлась у Guardians of the Galaxy: The Telltale Series, озвучена Фрайдою Вольфф.
- Лайла з'являлась у Marvel's Guardians of the Galaxy.